# Ahmad ibn Ali ibn al-Ihsíd
Abu l-Favárisz Ahmad ibn Ali ibn al-Ihsíd (arab betűkkel أبو لفوارس أحمد بن علي بن الإخشيد [Aḥmad ibn ʿAlī ibn al-Iḫšīd]; 957 – ?) az Egyiptomot, Palesztinát, Szíria déli részét és a Hidzsázt uraló ihsídida dinasztia utolsó uralkodója volt.
Apja, Ali ibn al-Ihsíd 961–966 között viselte az uralkodói címet, de halála után a hatalmat addig is ténylegesen gyakorló fekete eunuch, Abu l-Miszk Káfúr hivatalosan is a birodalom fejévé lépett elő. Ali fia, Ahmad ekkor nem volt még tízéves sem. Káfúr 968. április 21-én hunyt el, ekkor a birodalom legbefolyásosabb személyiségei – Samúl főparancsnok és Abu l-Fadl Dzsaafar ibn al-Furát vezír – a tizenegy esztendős ihsídida herceget tették trónra. A helyzet katasztrofális volt: 963 óta éhínség tombolt a Nílus völgyében, az egyébként Perzsa-öböl mentén élő karmatik lerohanták és elfoglalták szíriai birtokaikat, az egyre intenzívebb propagandát folytató Fátimidák pedig évek óta készülődtek Egyiptom lerohanására.
Zsenge korának köszönhetően Ahmad ibn Ali, a fejedelem, nem játszhatott szerepet az események lebonyolódásában, így további sorsát nem jegyezték fel a krónikák. Ibn al-Furát és a sereg között hamarosan konfliktus robbant ki: a zsoldjukat követelő katonák kifosztották a vezír és híveinek házait. Káfúr hajdani bizalmasa, a tehetséges Ibn Killisz a Fátimidákhoz menekült Ifríkijába, ahol támadásra ösztökélte al-Muizz kalifát. Ilyen jellegű kérések a lázongó egyiptomi katonaság egy részétől is érkeztek a manszúrijjai udvarba; a fátimida sereg végül 969 februárjában indult meg kelet felé Dzsauhar asz-Szikilli vezetésével.
Eközben Ahmad emír apjának unokatestvére, a palesztinai Ramla helytartóságát viselő, karmatik elől menekülő al-Haszan ibn Ubajdalláh ibn Tugdzs késő ősszel bevonult Egyiptomba, ahol letartóztatta a vezírt, és saját bizalmasát, al-Haszan ibn Dzsábir ar-Rajjáhit tette meg az adminisztráció vezetőjének. Pozícióját megerősítendő feleségül vette unokatestvérét, Fátimát, és parancsot adott egy Róda szigetén építendő palota munkálatainak megkezdésére. Néhány hónapig tartó uralma végén kiengedte és ismét vezírré nevezte ki Ibn al-Furátot, ő maga pedig – bizonyára a hatalmas sereg közeledéséről értesülve – 969 februárjában Damaszkuszba vonult megmaradt seregeivel. Dzsauhar júniusban érkezett Egyiptomba, és július elején megütközött a megmaradt ihsídida sereggel Gíza közelében. Heves harcok árán győzött, a megmaradt ihsídida katonák pedig részint Szíriába menekültek, részint beálltak a seregébe. A fátimida sereg egy része Dzsaafar ibn Faláh vezetésével tovább vonult Szíria felé, októberben győzelmet aratott az Ahmad mellett régenskedő al-Haszan ibn Ubajdalláh ibn Tugdzs felett, akit elfogtak és Ifríkijába küldtek, majd rövidesen Damaszkuszba is bevonultak, végleg véget vetve az ihsídidák uralmának. Ahmadot feltehetően rokonával együtt fogolyként küldték al-Muizz udvarába.